# Gerő András (történész)
Gerő András (Budapest, 1952. október 7. – Budapest, 2023. január 10.) Széchenyi-díjas magyar történész, a Magyar Tudományos Akadémia doktora (2006), a Habsburg Történeti Intézet igazgatója, az Eötvös Loránd Tudományegyetem Bölcsészettudományi Kar Gazdaság- és Társadalomtörténeti Tanszékének professor emeritusa, alapításától 2020-ig a Közép-európai Egyetem egyetemi tanára.

## Életpályája
Szülei Gerő György és Csillag Magdolna. 1972–1977 között az Eötvös Loránd Tudományegyetem Bölcsészettudományi Kar történelem–szociológia szakos hallgatója volt. 1977 óta az ELTE Bölcsészettudományi Karának oktatója. 1981–1995 között a művelődéstörténeti tanszéken docensként dolgozott. 1988–89-ben a Minnesotai Egyetemen tett tanulmányutat. 1990-ben Utrecht, 1991-ben Amszterdam, 1995–1997 között a Pennsylvania Egyetem és 2001-ben a Columbia Egyetem meghívott vendégprofesszora volt. 1991-től a Közép-európai Egyetem tanára. 1993–2010 között a Budapesti Negyed főszerkesztője. 1994-ben a Pennsylvaniai Egyetemen Fulbright-professzor volt. 1995-ben habilitált. 1995-től 2017-ig az ELTE BTK Gazdaság- és Társadalomtörténeti tanszékvezetője volt. 2002 óta a Habsburg Történeti Intézet igazgatója. 2013-tól az Első Világháborús Centenáriumi Projektben a Tudományos Tanácsadó Testület alelnökeként vett részt. Haláláig több mint 70 könyve jelent meg, közülük számos angolszász, illetve német nyelvterületen.

## Kutatási területe
Főbb kutatási területe a dualizmus időszaka, az Osztrák–Magyar Monarchia kora, a polgárosodás, a szimbolikus politika és Budapest története volt.

## Művei
- Nyolc tanulmány a XIX. századi magyar történelem köréből. Szerk.: Gerő András – Csorba Csilla; ELTE BTK Újkori Magyar Történeti Tanszék, Budapest, 1978
- Az életmód a szovjet szociológiában. Szerk.: Gerő András; Közgazdasági és Jogi Könyvkiadó, Budapest, 1982
- Az elsöprő kisebbség. Népképviselet a Monarchia Magyarországán. Gondolat, Budapest, 1988
- Sorsdöntések. A kiegyezés – 1867; A trianoni béke – 1920; A párizsi béke – 1947. Szerk.: Gerő András; Göncöl Kiadó, Budapest, 1988
- Ferenc József, a magyarok királya. Novotrade Rt., Budapest, 1988. (Második kiadás: Pannonica, Budapest, 1999)
- The Heroes’ Square – Budapest. Hungary's History in Stone and Bronze. Corvina, Budapest, 1990
- Der Heldenplatz – Budapest. Als Spiegel ungarischer Geschichte. Corvina, Budapest, 1990
- Szabadság és bátorlét: gróf Széchenyi István (1790–1860) – Freiheit und Mut: István Graf Széchenyi – Freedom and Confidence: Count István Széchenyi. Magyar Távirati Iroda, Budapest, 1991
- A polgárosodás kora. Adams Könyvkiadó, Budapest, 1992
- Magyar polgárosodás, Atlantisz Könyvkiadó, Budapest, 1993 (East-European Non-Fiction), ISBN 963797833X
- Skandalum. Magyar közéleti botrányok. 1843–1991. Szerk: Gerő András; T-Twins, Budapest, 1993
- Az Andrássy út. Szerk: Gerő András – Hanák Péter; Terézvárosi Önkormányzat, Budapest, 1994
- Kossuth Lajos alkotmányterve. Javaslat Magyar Ország jövő politicai szervezetét illetőleg – tekintettel a nemzetiségi kérdés megoldására. Szerk: Gerő András; Budapest Főváros Levéltára, Budapest, 1994
- Modern Hungarian Society in the Making. The Unfinished Experience. CEU Press, Budapest – London – New York, 1995
- Kilenc sors. Huszadik századi politikusportrék. Műcsarnok – Dorottya Galéria, Budapest, 1995
- Volt egyszer egy Magyarország. A századvég és a századelő világa. Társszerzők: Jalsovszky Katalin és Tomsics Emőke; Magyar Nemzeti Múzeum, Budapest, 1996
- Once upon a time in Hungary. The world of the late 19th and early 20th century. Co-authors: Jalsovszky Katalin – Tomsics Emőke; Hungarian National Museum, Budapest, 1996
- Budapest, 1896. A város egy éve. Szerk.: Gerő András; Budapesti Negyed Alapítvány, Budapest, 1996
- Utódok kora. Történeti tanulmányok, esszék. ÚMK, Budapest, 1996
- Lovasnemzet. Fényképek ember és ló kapcsolatáról a legújabb kori Magyarországon. Műcsarnok, Budapest, 1996
- The Hungarian Parliament (1867-1918). A Mirage of Power. Columbia University Press, New York, 1997
- Budapest. A History from its Beginnings to 1998. Co-editor: János Poór; Columbia University Press, New York, 1997
- Befejezetlen szocializmus. Képek a Kádár-korszakból. Társszerző: Pető Iván; Tegnap és Ma Alapítvány, Budapest, 1997
- Az államosított forradalom. 1848 centenáriuma. Szerk: Gerő András; ÚMK, Budapest, 1998)
- Unfinished Socialism. Pictures from the Kádár Era. Co-author: Iván Pető; CEU Press, Budapest – New York, 1999
- Die ungarischen Liberalen. Szerk.: Gerő András; ÚMK, Budapest, 1999
- Hungarian Liberals. Szerk: Gerő András; ÚMK, Budapest, 1999
- Emperor Francis Joseph, King of the Hungarians. Columbia University Press, New York, 2001
- A XX. század ujjlenyomata. Szerk.: Gerő András; Városháza, Budapest, 2001
- Antiszemita közbeszéd Magyarországon 2000-ben – Anti-Semitic Discourse in Hungary in 2000. Társszerkesztő: Varga László és Vince Mátyás; B'nai B'rith, Budapest, 2000
- Antiszemita közbeszéd Magyarországon 2001-ben – Anti-Semitic Discourse in Hungary in 2001. Társszerkesztő: Varga László és Vince Mátyás; B'nai B'rith, Budapest, 2001
- Egy polgár naplója, 1998–2002. Helikon, Budapest, 2002
- Antiszemita közbeszéd Magyarországon 2002–2003-ban – Anti-Semitic Discourse in Hungary in 2002–2003. Társszerkesztő: Dési János, Szeszlér Tibor, Varga László; B'nai B'rith, Budapest, 2004
- Képzelt történelem. Fejezetek a magyar szimbolikus politika XIX–XX. századi történetéből; Eötvös Kiadó–PolgArt, Budapest, 2004
- A zsidó szempont. PolgArt, Budapest, 2005
- Imagined History. Chapters from Nineteenth and Twentieth Century Hungarian Symbolic Politics. Columbia University Press, New York, 2006
- Antiszemita közbeszéd Magyarországon 2004–2005-ben – Anti-Semitic Discourse in Hungary in 2004–2005. Társszerkesztő: Dési János, Monori Áron, Szeszlér Tibor, Varga László; B'nai B'rith, Budapest, 2006
- A Csárdáskirálynő. Egy monarchikum története; társszerző: Gajdó Tamás és Hargitai Dorottya; Habsburg Történeti Intézet–Pannonica, Budapest, 2006
- Magyar illuzionizmus. ÚMK, Budapest, 2006
- A Monarchia kora – ma. Szerk.: Gerő András; ÚMK, Budapest, 2007
- Hungarian illusionism. Columbia University Press, Budapest, 2008
- Térerő. A Kossuth tér története. ÚMK, Budapest, 2008
- Egy közép-európai birodalom. Az Osztrák–Magyar Monarchia (1867–1918). Szerk.: Gáspár Zsuzsa; Officina '96, Budapest, 2008
- Österreich–Ungarn. Der Habsburgerreich von 1867 bis 1918. Red.: Zsuzsa Gáspár. Ueberreuter, Wien, 2008
- The Austro-Hungarian Dual Monarchy (1867–1918). Ed.: Zsuzsa Gáspár. New Holland Publishers, London, Cape Town, Sidney, 2008
- Se nő, se zsidó. Előítéletek találkozása a századforduló Monarchiájában. ÚMK, Budapest, 2009
- The Austro-Hungarian Monarchy Revisited. Szerk. Gerő András; Columbia University Press, New York, 2009
- Public Space in Budapest. The History of Kossuth Square. Columbia University Press, New York, 2009
- Neither Woman nor Jew. The Confluence of Prejudices in the Monarchy at the Turn of the Century. Columbia University Press, New York, 2010
- Civilizációs kiáltvány. ÚMK, Budapest, 2010
- Dualizmusok. A Monarchia Magyarországa. ÚMK, Budapest, 2010
- Éljen a magyar! ÚMK, Budapest, 2010
- Habsburg Történeti Intézet, 2003–2010/Institute of Habsburg History 2003-2010. Szerk. Gerő András, Tormássy Zsuzsanna; Habsburg Történeti Intézet, Budapest, 2010
- Eseteim az Alkotmánnyal. ÚMK, Budapest, 2011
- Rakousko-uherska monarchie. Habsburská říše 1867-1918 slovem i obrazem. Nakladatelstvi Slovart, Praha, 2011
- Individualista történet. Gerő András beszélgetései Mihancsik Zsófiával. ÚMK, Budapest, 2012
- Szétszakított múlt. Habsburg Történeti Intézet – Közép- és Kelet-európai Történelem és Társadalom Kutatásáért Közalapítvány, Budapest, 2012
- Nemzeti történelemkönyv. Habsburg Történeti Intézet – Közép- és Kelet-európai Történelem és Társadalom Kutatásáért Közalapítvány, Budapest, 2013
- Magyar másik. Értelmezések és reprezentációk. Habsburg Történeti Intézet – Közép- és Kelet-európai Történelem és Társadalom Kutatásáért Közalapítvány , Budapest, 2014
- Kompromisszumok a közép-európai politikai kultúrában. A Habsburg Történeti Intézet és a Budapesti Andrássy Egyetem Közép-Európa Tanulmányok Fakultásának 2012-es konferenciája. Szerk. Gerő András; Habsburg Történeti Intézet – Közép- és Kelet-európai Történelem és Társadalom Kutatásáért Közalapítvány, Budapest, 2014
- Merénylettől hadüzenetig. A béke utolsó hónapja a Monarchia Magyarországán (1914. június 28. – 1914. július 28.) Szerk. Gerő András; Habsburg Történeti Intézet – Első Világháborús Centenáriumi Emlékbizottság, Budapest, 2014
- A Hungarian National History Book. Public Foundation for the Research of Central and East European History and Society, Budapest, 2015.
- A polgári átalakulásért. Emlékkötet Szabad György tiszteletére; szerk. Gerő András; Közép- és Kelet-európai Történelem és Társadalom Kutatásáért Közalapítvány, Budapest, 2016
- Ferenc József és a magyarok; 3. átdolgozott, bőv. kiad.; Habsburg Történeti Intézet – Közép- és Kelet-európai Történelem és Társadalom Kutatásáért Közalapítvány, Budapest, 2016
- Az elsöprő kisebbség. Népképviselet a Monarchia Magyarországán; Habsburg Történeti Intézet – Közép- és Kelet-európai Történelem és Társadalom Kutatásáért Közalapítvány, Budapest, 2017
- Mária Terézia, a magyarok királynője (1740-1780); társszerkesztő: Nagy Beatrix; Habsburg Történeti Intézet – Közép- és Kelet-európai Történelem és Társadalom Kutatásáért Közalapítvány, Budapest, 2018
- A béke első hónapja Magyarországon (1918. november 3.–december 3.); a bevezető tanulmányt írta és a kötetet szerkesztette: Gerő András; Habsburg Történeti Intézet – Közép- és Kelet-európai Történelem és Társadalom Kutatásáért Közalapítvány, Budapest, 2018[5]
- Hit, illúziókkal; Közép- és Kelet-európai Történelem és Társadalom Kutatásáért Közalapítvány, Budapest, 2019
- Mozaik. Magyar Jelenidő és történelem; Közép- és Kelet-európai Történelem és Társadalom Kutatásáért Közalapítvány, Budapest, 2020[6]
- The Hungarian Other. Jewish Interpretations and Representations;. Public Foundation for Research on Central and Eastern European History and Society, Budapest, 2021
- Arcképek az Osztrák-Magyar Monarchiából; Közép- és Kelet-európai Történelem és Társadalom Kutatásáért Közalapítvány, Budapest, 2021
- Liberális látószög; Közép- és Kelet-európai Történelem és Társadalom Kutatásáért Alapítvány, Budapest, 2022

## Díjai, kitüntetései
- A történelemtudományok kandidátusa (1987)
- A Magyar Tudományos Akadémia doktora (2006)
- Budapestért díj (2006)
- Széchenyi-díj (2008)
- A Szent György Rend – a Habsburg-Lotaringiai-ház európai Rendjének tiszteletbeli lovagja (2017)